# シドニー・ヴァーバ
シドニー・ヴァーバ（Sidney Verba、1932年5月26日 - 2019年3月4日）は、アメリカ合衆国の政治学者・司書。ハーバード大学教授。ハーバード図書館図書館長を務めた。

## 略歴
1932年、ブルックリン地区でカーテン販売店を営むユダヤ人移民の子として、ニューヨーク市に生まれる。1953年にハーバード大学を卒業し、1959年にプリンストン大学から博士号を授与された。プリンストン大学、スタンフォード大学、シカゴ大学を経た後、1973年よりハーバード大学で教職に従事した。
専門は比較政治学であり、比較政治と市民参加に焦点を当てつつ、アメリカの政治、国際関係、政治方法論を研究した。1963年、彼の師匠であるガブリエル・アーモンド（Gabriel Abraham Almond）との共著『現代市民の政治文化』は、アメリカ、ドイツ、メキシコ、イタリア、イギリスでのインタビューを含んで著され、臣民型・参加型・未文化型という類型を提示した。以降も20冊以上の著作を著し、1995年に共著“Voice and Equality”で、アメリカ社会において市民が民主主義に完全に参加できなかった障害を概説した。これらによりヴァーバは政治文化研究の先駆けと評された。ヴァーバによれば政治文化とは、経験的信念の体系、表現の象徴、政治的行動が行われる状況を定める価値観を指し、政治への主観的指向を提供するものと定義されている。
1984年、ハーバード大学学長であったデレク・ボックによりハーバード図書館図書館長に任命され、20年以上に亘り同職を務めたほか、ハーバード大学において要職を歴任した。また連邦議会議員とも繋がりを持ち、1994年にはアメリカ政治学会会長に選任されている。2002年、ヨハン・スクデ政治学賞を受賞した。2007年に教職や図書館長を退くが、退職後も政府機関で活動を続けた。2019年3月4日にマサチューセッツ州ケンブリッジの自宅で死去した。86歳没。

### 所属組織
米国科学アカデミー、アメリカ哲学会、アメリカ芸術科学アカデミー

## 著書

### 単著
- Small Groups and Political Behavior: A Study of Leadership, (Princeton University Press, 1961).

青井和夫訳編『小集団と政治行動――リーダーシップの研究』（誠信書房, 1963年）

### 共著
- The Civic Culture: Political Attitudes and Democracy in Five Nations, with Gabriel A. Almond, (Princeton University Press, 1963).

石川一雄・薄井秀二・中野実・岡沢憲芙・深谷満雄・木村修三・山崎隆志・神野勝弘・片岡寛光訳『現代市民の政治文化――五カ国における政治的態度と民主主義』（勁草書房, 1974年）
- The Modes of Democratic Participation: A Cross-national Comparison, with Norman H. Nie and Jae-on Kim, (Sage, 1971).
- Caste, Race, and Politics: A Comparative Study of India and the United States, with Bashiruddin Ahmed and Anil Bhatt, (Sage, 1971).
- Participation in America: Political Democracy and Social Equality, with Norman H. Nie, (Harper & Row, 1972).
- An Introduction to American Government, with Kenneth Prewitt, (Harper & Row, 1974).
- Principles of American Government, with Kenneth Prewitt, (Harper & Row, 1975).
- The Changing American Voter, with Norman H. Nie and John R. Petrocik, (Harvard University Press, 1976).
- Participation and Political Equality: A Seven-nation Comparison, with Norman H. Nie and Jae-on Kim, (Cambridge University Press, 1978).

三宅一郎・蒲島郁夫・小田健著訳『政治参加と平等――比較政治学的分析』（東京大学出版会, 1981年）
- Injury to Insult: Unemployment, Class, and Political Response, with Kay Lehman Schlozman, (Harvard University Press, 1979).
- Equality in America: the View from the Top, with Gary R. Orren, (Harvard University Press, 1985).
- Elites and the Idea of Equality: A Comparison of Japan, Sweden, and the United States, with Steven Kelman, et al., (Harvard University Press, 1987).
- Designing Social Inquiry: Scientific Inference in Qualitative Research, with Gary King and Robert O. Keohane, (Princeton University Press, 1994).

真渕勝監訳『社会科学のリサーチ・デザイン――定性的研究における科学的推論』（勁草書房, 2004年）
- Voice and Equality: Civic Voluntarism in American Politics, with Kay Lehman Schlozman and Henry E. Brady, (Harvard University Press, 1995).
- The Private Roots of Public Action: Gender, Equality, and Political Participation, with Nancy Burns and Kay Lehman Schlozman, (Harvard University Press, 2001).

### 編著
- Political Culture and Political Development, (Princeton University Press, 1965).

### 共編著
- The International System: Theoretical Essays, co-edited with Klaus Knorr, (Princeton University Press, 1961).
- The Citizen and Politics: A Comparative Perspective, co-edited with Lucian W. Pye, (Greylock Publishers, 1978).
- The Civic Culture Revisited: An Analytic Study, co-edited with Gabriel A. Almond, (Little, Brown, 1980).